# Безуглый, Николай Павлович
Николай Павлович Безуглый (род. 29 декабря 1963, село Сергиевка, Краснояружский район, Белгородская область) ― российский юрист, судья Верховного суда Российской Федерации, председатель судебного состава Судебной коллегии по уголовным делам №4 (с 2014 года).

## Биография
Родился 29 декабря 1963 года в селе Сергиевка Краснояружского района Белгородской области.
В 1990 году окончил Харьковский юридический институт по специальности правоведение.

## Карьера
С 1990 года — помощник прокурора прокуратуры Грайворонского района Белгородской области.
С 1993 года — судья Свердловского районного суда города Белгорода.
С 1996 года — судья Белгородского областного суда.
С 2005 года ― исполняющий обязанности заместителя председателя Белгородского областного суда.
С 2006 года — заместитель председателя Белгородского областного суда.
С 2010 года ― судья Верховного Суда Российской Федерации.
С 7 августа 2014 года  Постановлением Совета Федерации от 18 июня 2014 года, №235-СФ назначен председателем судебного состава Судебной коллегии по уголовным делам №4 Верховного Суда Российской Федерации.